# Krigsåret 1807

## Pågående krig
- Indiankrigen (1622-1918)
  - Diverse stater i Amerika på ena sidan
  - Diverse indainstammar på andra sidan

- Napoleonkrigen (1803 - 1815)[1]
  - Frankrike och Spanien på ena sidan
  - Storbritannien, Ryssland, Sverige och Preussen  på andra sidan

- Rysk-turkiska kriget (1806-1812)
  - Ryssland på ena sidan
  - Osmanska riket på andra sidan

- Rysk-persiska kriget (1804-1813)
  - Persien på ena sidan
  - Ryssland på andra sidan

## Händelser
- 30 januari - Fransmännen börjar belägra Stralsund.
- 7-8 februari - Slaget vid Eylau mellan Napoleon I:s fransmän och ryska och preussiska trupper under von Benningsens befäl slutar utan tydlig segrare. Ryssarna retirerar dock.
- 1 april - Svenska armén gör ett utfall från Stralsund, varvid de lyckas häva den franska belägringen.
- 17 april - Svenskarna besegras av fransmännen i slaget vid Ückermünde.
- 18 april - Stillestånd sluts mellan Sverige och Frankrike i Schlatkow.
- 10 juni - Fransmännen under marskalkarna Lannes och Murat besegrar Benningsens ryska här i slaget vid Heilsberg.
- 16 juni - Napoleon vinner en avgörande seger över Benningsens ryska här i slaget vid Friedland.
- 1 juli - Freden i Tilsit ingås mellan Frankrike och Ryssland samt Preussen. Danmark, Sverige och Portugal måste stänga sina hamnar för brittiska fartyg, om inte Frankrike och Storbritannien har slutit fred 1 december. Dessutom måste dessa länder förklara Storbritannien krig om inte britterna går med på avtalet.
- 30 oktober - Danmark ansluter sig till kontinentalblockaden och sluter förbund med Frankrike och Ryssland för ett gemensamt anfall mot Sverige.

### Fotnoter
1. ↑  ”World Statesmen”. http://www.worldstatesmen.org/WARS.html. Läst 28 juni 2011.